# Tribute to Uncle Ray
Tribute to Uncle Ray is het tweede studioalbum van Stevie Wonder. Het werd uitgegeven in de periode dat Wonder nog voorgesteld werd als 'Little Stevie Wonder'. Het album was een hommage aan Ray Charles, die eveneens leed aan blindheid, en het bestaat grotendeels uit covers van nummers van Charles.

## Composities
Alle muziek en teksten zijn geschreven door Ray Charles, tenzij anders aangegeven. 
| Nr. | Titel                               | Schrijver(s)                   | Duur |
| --- | ----------------------------------- | ------------------------------ | ---- |
| 1.  | Hallelujah I Love Her So            |                                | 2:31 |
| 2.  | Ain't That Love                     |                                | 2:44 |
| 3.  | Don't You Know                      |                                | 3:05 |
| 4.  | (I'm Afraid) The Masquerade Is Over | Herbert Magidson, Allie Wrubel | 4:20 |
| 5.  | Frankie & Johnny                    | traditional                    | 2:53 |

| 1.                 | Drown in My Own Tears | Henry Glover                 | 4:02 |
| 2.                 | Come Back Baby        |                              | 2:50 |
| 3.                 | Mary Ann              |                              | 3:00 |
| 4.                 | Sunset                | Stevie Wonder, Clarence Paul | 3:34 |
| 5.                 | My Baby's Gone        | Berry Gordy                  | 2:29 |
| Totale duur: 31:28 |                       |                              |      |